# Pholidota pholas
Pholidota pholas är en orkidéart som beskrevs av Heinrich Gustav Reichenbach. Pholidota pholas ingår i släktet Pholidota och familjen orkidéer. Inga underarter finns listade i Catalogue of Life.